# 로스테케스

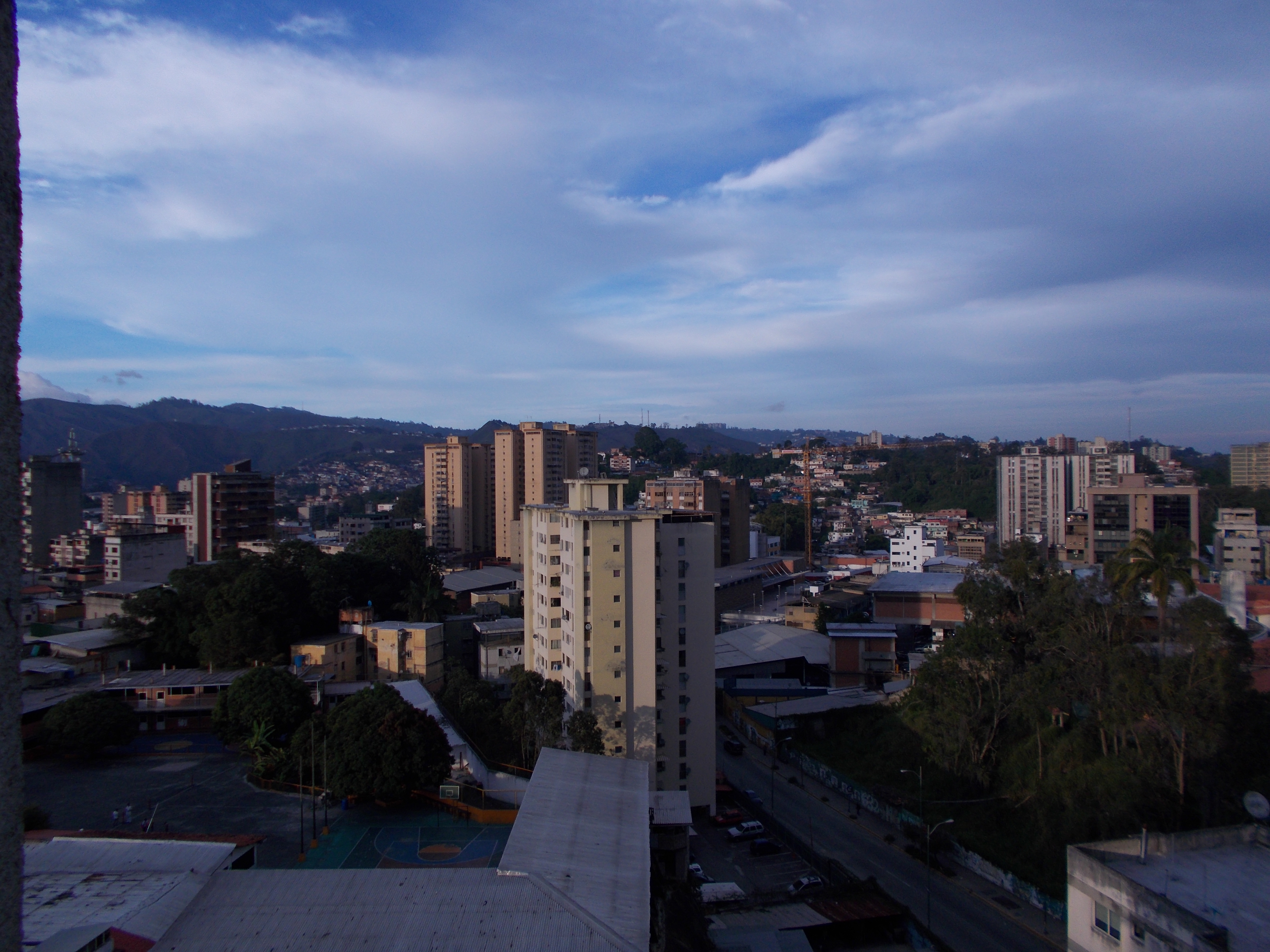
로스테케스

로스테케스(Los Teques)는 베네수엘라 미란다 주의 주도로, 인구는 140,617명이다.